# Chlorophorus pileatus
Chlorophorus pileatus es una especie de insecto coleóptero de la familia Cerambycidae. Estos longicornios son endémicos de la isla de Timor.
Mide unos 13,5 mm.